# Verlag 99
Der Verlag 99 ist ein im Jahr 1999 von der Kirchenkantorin, Berufsmusikerin und Komponistin Gabriele Weißbach in Meißen (Sachsen) gegründeter Verlag für Noten, CDs und Kirchenmusik.

## Werke
Der Verlag 99 vertreibt neben CDs der Singer-Songwriterin Julie Danstonoreille und Noten von Michael Schütz und Stefan Gehrt auch Eigenkompositionen und selbstgeschriebene Musicals der Verlagsinhaberin Gabriele Weißbach.

## Musicals von Gabriele Weißbach
Gabriele Weißbach schreibt und komponiert vorwiegend christliche Musicals für Erwachsenen- und Kinderchöre. Zu den erfolgreichsten Musicals zählen die Werke
- „Irren ist menschlich – oder – der verlorene Sohn“[1]
- „… einfach so wie wir sind“
- „Lichtblicke“
- „Es begab sich aber“[2][3]
- „Jetzt wird alles anders“[4]